# Прапор Британської Колумбії

Прапор Британської Колумбії

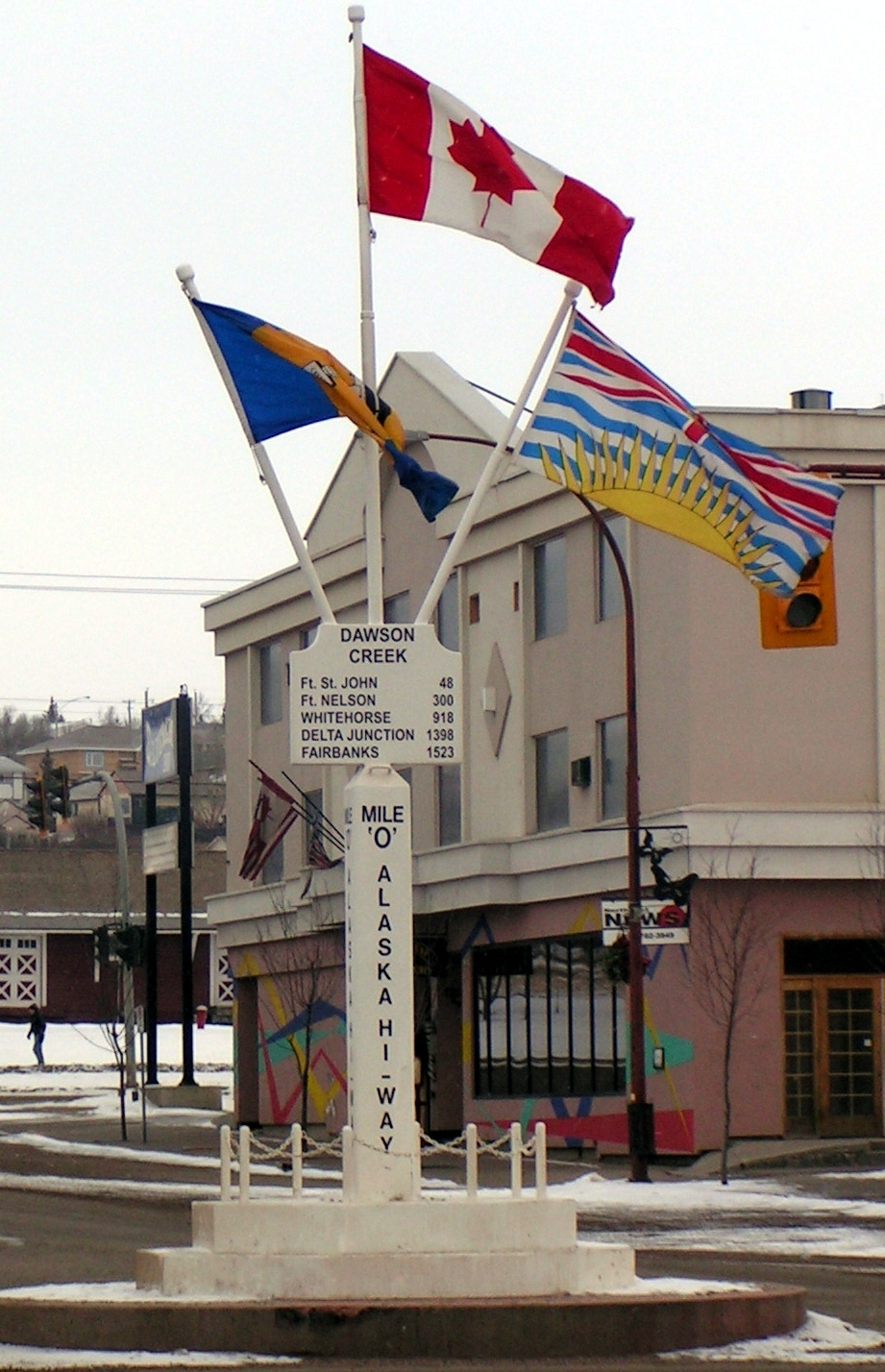
Шосе Аляска і Доусон-Крік

Пра́пор Брита́нської  Колу́мбії  — один з провінціальних символів Британської Колумбії. Закон про офіційний провінційний прапор було прийнято палатою общин Законодавчих зборів провінції Британської  Колумбії 14 липня 1960 року.  
Чотири хвилясті білі і три хвилясті сині лінії символізують Тихий океан і Скелясті гори, між якими знаходиться провінція.
«Захід Сонця» символізує, що Британська Колумбія є найзахіднішою провінцією Канади. Провінційний девіз  «Врода, яка ніколи не зменшується» (лат. Splendor sine occasu).  
Прапор Великої Британії на верхній половині символізує, що провінцію було засновано як колонію Великої Британії. У першому проекті прапора розташування верхньої та нижньої частин було протилежним (сонце зверху, британський прапор знизу), але їх довелося поміняти місцями у відповідь на зауваження, що «сонце ніколи не сідає понад Британською імперією» (популярний слоган часів королеви Вікторії).
Корона Короля Едварда на прапорі представляє Королівську сім'ю Канади. Пропорції прапора — 3:5.
Прапор Британської Колумбії нагадує прапори Британської території в Індійському океані та графства Суффолк в Англії.